# 今泉盛朝
今泉 盛朝（いまいずみ もりとも）は、室町時代中期の武将。下野宇都宮氏の家臣。今泉氏初代。

## 略歴
応永17年（1410年）頃、今泉元朝の嫡男として誕生したという。
永享8年（1436年）に横田氏7代当主・横田綱業が没したが、次期当主・横田綱俊は白河氏朝の下に逃れた幼少の宇都宮等綱に随行したため、盛朝の外祖父・上三川継俊が一時上三川城主となり、横田氏族を統率した。
その後、盛朝は上三川継俊から上三川氏の家督、但馬守の官途、上三川城主を引き継いだ。今泉氏は今泉高光の代まで公の場では上三川城主として上三川氏を名乗っていく事になる。本来の城主だった本流の横田氏は今泉氏を補佐する役目になる。
永享10年（1438年）、死去。